# Berberodes delicata
Berberodes delicata là một loài bướm đêm trong họ Geometridae.